# ألفرد نوبل
ألفرد نوبل (بالإنجليزية: Alfred Nobel)‏ (21 أكتوبر 1833 - 10 ديسمبر 1896) هو مهندس ومخترع وكيميائي سويدي، اخترع الديناميت في سنة 1867 ومن ثم أوصى بمعظم ثروته التي جناها من الاختراع إلى جائزة نوبل التي سُميت بإسمه. كما قدم العديد من المساهمات الهامة الأخرى في مجال العلوم، حيث حصل على 355 براءة اختراع خلال حياته.
وُلِد نوبل في عائلة نوبل البارزة في ستوكهولم، وأظهر في سن مبكرة موهبة في العلوم والتعلم، لا سيما في الكيمياء واللغات، حيث أصبح مُلمًا بست لغات. قدّم أول براءة اختراع له في سن الرابعة والعشرين. انخرط في العديد من المشاريع التجارية مع عائلته، وكان أبرزها امتلاك شركة «بوفورس»، التي كانت منتجًا للحديد والصلب، وقام بتطويرها لتصبح مصنعًا رئيسيًا للمدافع والأسلحة الأخرى.
يُعتبر الديناميت أشهر اختراعات نوبل، وهو مادة متفجرة تعتمد على النيتروغليسرين، وقد حصل على براءة اختراعه عام 1867. كما اخترع مادة الجلجنيت عام 1875، والبالستيت عام 1887.
عند وفاته، تبرع نوبل بثروته لإنشاء مؤسسة تمول جوائز نوبل، التي تُمنح سنويًا لمن «قدموا أعظم فائدة للبشرية». وقد سُمّي العنصر الكيميائي الاصطناعي “نوبليوم” باسمه، كما أن إرثه لا يزال مستمرًا من خلال شركات مثل «دايناميت نوبل» و«أكزو نوبل»، اللتين نشأتا عن اندماجات مع شركات أسسها.
تم انتخاب نوبل عضوًا في الأكاديمية الملكية السويدية للعلوم، التي أوكلت إليها، وفقًا لوصيته، مسؤولية اختيار الفائزين بجوائز نوبل في الفيزياء والكيمياء.

## حياته الشخصية

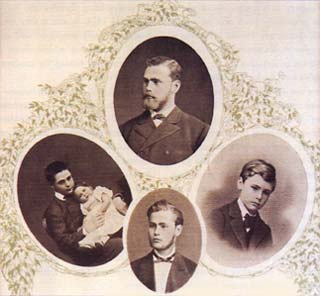
الأخوة الأربعة

كان نوبل الابن الرابع لأسرة فقيرة مكونة من عمانوئيل نوبل (1801-1872) وأندريت اهلسل نوبل (1805-1889) اللذان تزوجا عام 1827 وأنجبا ثمانية أبناء. ولد نوبل في ستوكهولم في 21 أكتوبر 1833.
انتقل ألفرد نوبل مع أسرته عام 1842 إلى سانت بطرسبرغ، حيث عمل والده في صناعة أدوات الآلات والمتفجرات كما اخترع الخشب الرقائقي وبدأ بعمل الطوربيدات. بعد تحسن وضع الأسرة المادي، تم إرسال ألفرد للتعليم حيث برع الابن في دراسته لا سيما في الكيمياء واللغات، وكان يتحدث اللغات الإنجليزية والفرنسية والألمانية والروسية بطلاقة.
درس ألفرد الكيمياء مع البروفيسور نيكولاي زينن. ثم انتقل إلى باريس سنة 1850، وعندما أكمل 18 سنة ذهب إلى الولايات المتحدة لدراسة الكيمياء لمدة أربع سنوات، وعمل لفترة قصيرة مع جون إريكسون، وحصل ألفرد على أول براءة اختراع له عن عداد غاز عام 1857.
قام مصنع الأسرة بإنتاج أسلحة تم استخدامها في حرب القرم (1853-1856)، ثم واجهتهم مصاعب في العودة إلى الإنتاج المحلي العادي عند انتهاء القتال، كما قدموا طلبا للإفلاس. في عام 1859 أصبح المصنع في رعاية الابن الثاني، لودفيج نوبل (1831-1888) الذي قام بتحسين أعماله بشكل كبير، وبعودة ألفرد من روسيا إلى السويد مع والديه، كرس نفسه لدراسة المتفجرات، وخاصة صناعة والاستخدام الآمن للنيتروجليسرين (الذي اكتشف عام 1847 من قبل أسكانيو سوبريرو وهو أحد زملائه تحت إشراف تيوفيل-جول بيلووز في جامعة تورينو). في 1863 اخترع نوبل جهاز تفجير، وقام سنة 1865 بتصميم كبسولة تفجير.
في 3 سبتمبر 1864، انفجرت سقيفة كانت تستخدم لإعداد النيتروجليسرين في مصنعهم بمنطقة هيلينبورغ في ستوكهولم، مما أدى إلى مقتل خمسة أشخاص بينهم شقيق ألفرد الأصغر إميل. لحق ذلك حوادث طفيفة أخرى ولكن لم يبدِ انزعاجه، وقام ببناء مصانع أخرى مع التركيز على تحسين استقرار المتفجرات. اخترع نوبل الديناميت عام 1867، وهي مادة أسهل وأكثر أمنا للتعامل من النيتروجليسرين. حصل على براءة اختراع الديناميت في الولايات المتحدة والمملكة المتحدة، وكان يستخدم على نطاق عالمي واسع في مجال التعدين وبناء شبكات النقل. في عام 1875 اخترع نوبل الجلجنيت (gelignite) وهي مادة أكثر استقرارا وقوة من الديناميت، وفي عام 1887 حصل على براءة اختراع الباللستيت (ballistite)، وهي مادة رائدة من الكوردايت.
انتخب نوبل عضوا في الأكاديمية الملكية السويدية للعلوم في 1884، وهي نفس المؤسسة التي تقوم باختيار الفائزين لإثنين من جوائز نوبل التي أوصى بتأسيسها في وقت لاحق، وحصل على الدكتوراة الفخرية من جامعة أوبسالا في 1893.
قام إخوة نوبل لودفيج وروبرت بالاستثمار في حقول النفط الغنية على طول بحر قزوين وجمعا ثروة ضخمة. كما ساهم نوبل بالاستثمار في هذه الحقول النفطية من خلال تطوير المناطق النفطية الجديدة. خلال حياته أصدر نوبل 350 براءات اختراع دوليا، وقبل وفاته قام بإنشاء 90 مصنعا للأسلحة، على الرغم من اعتقاده في السلمية.
في عام 1891، وبعد وفاة والدته وشقيقه لودفيج ونهاية علاقة طويلة الأمد، انتقل نوبل من باريس إلى سان ريمو بإيطاليا. عانى نوبل من ذبحة صدرية وتوفي في منزله جراء نزيف دماغي سنة 1896. قام نوبل بتكريس معظم ثروته دون علم أسرته أو أصدقائه أو زملائه لتمويل جوائز نوبل التي تم إطلاق اسمه عليها. دفن نوبل بمنطقة (Norra Begravningsplatsen) في ستوكهولم.

## حياته المهنية

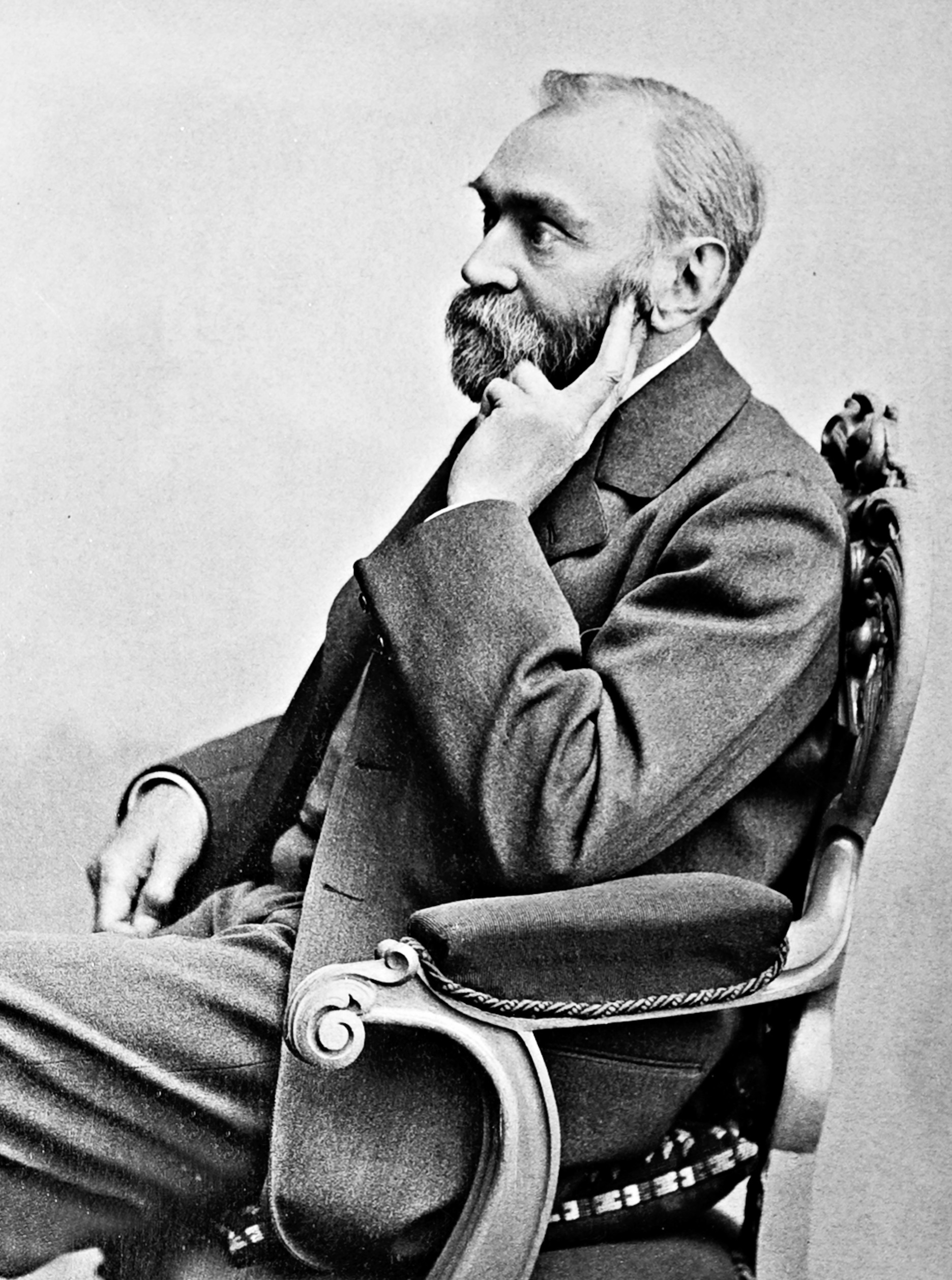
ألفرد نوبل.

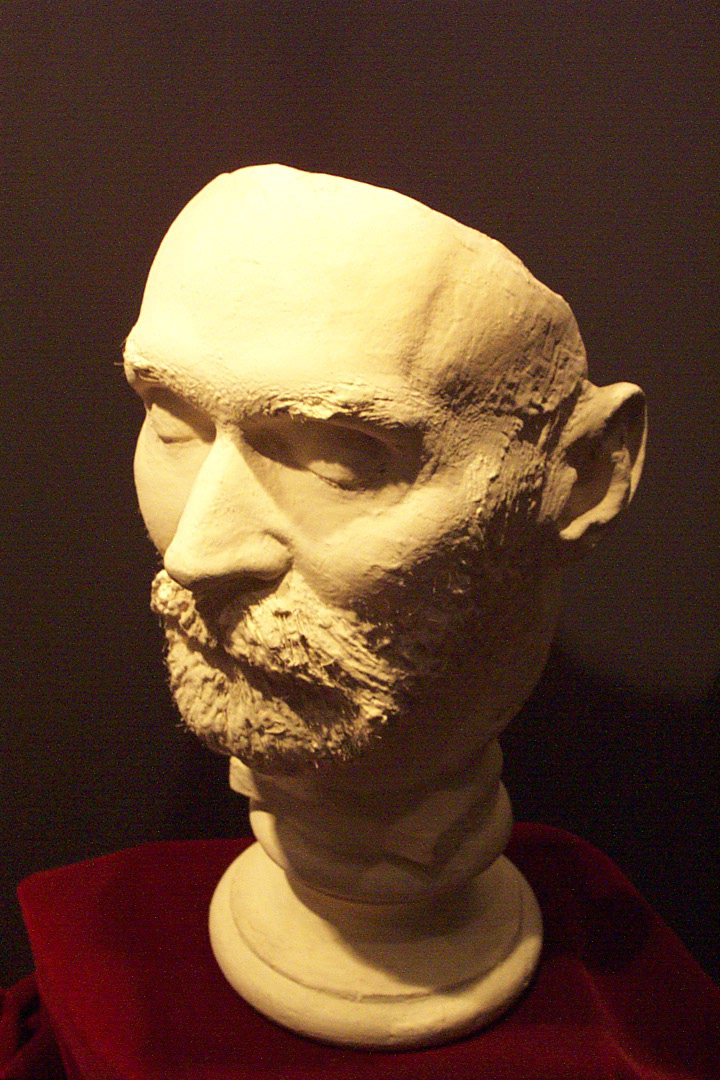
قناع الموت لألفرد نوبل معروض في منزله في السويد.

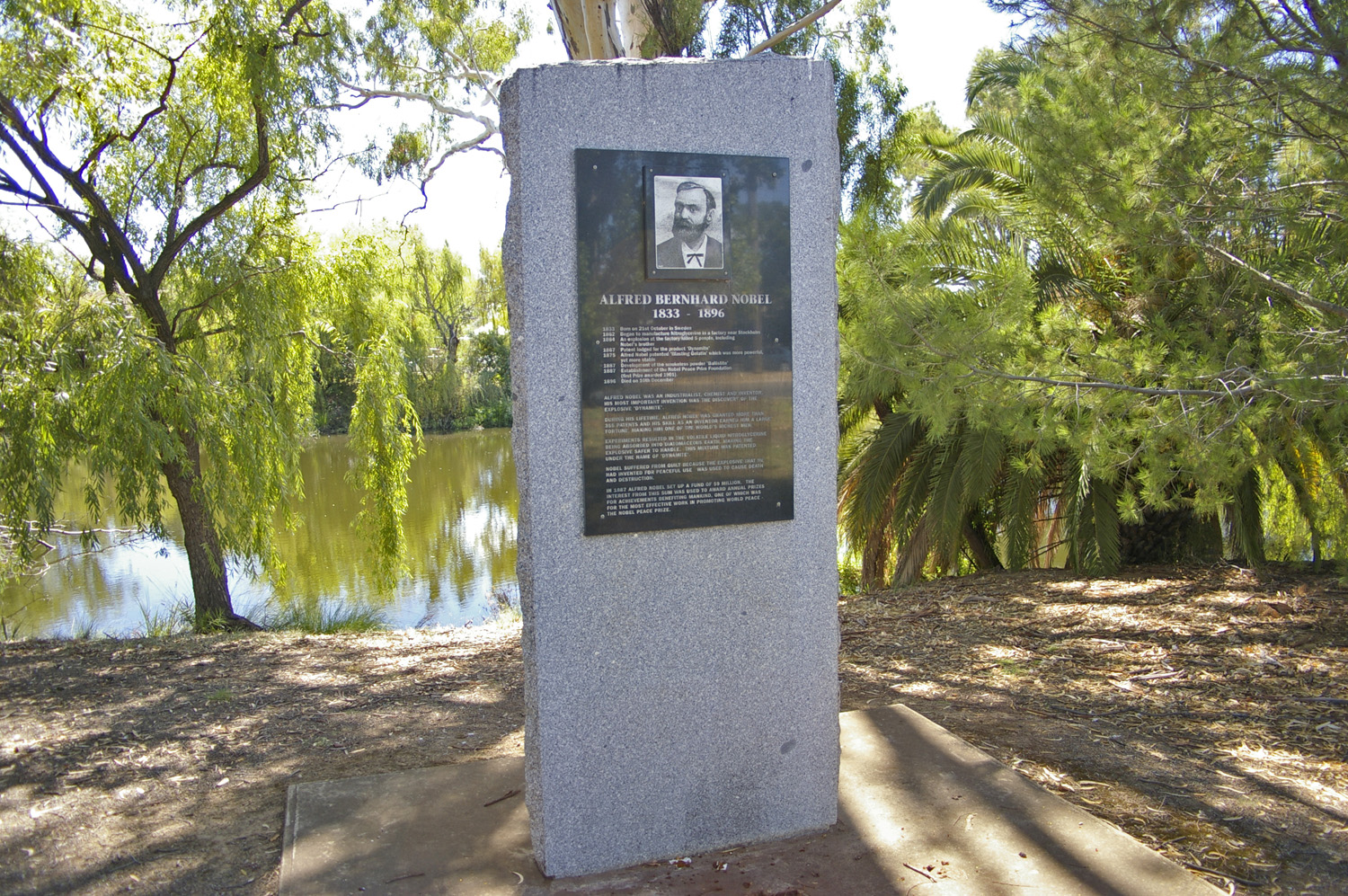
النصب التذكاري لألفرد نوبل في النمسا.

كان ألفرد نوبل مسيحيًا ملتزمًا وعضوًا في الكنيسة اللوثرية السويديَّة. وكانت حياة نوبل العملية تتطلب السفر كثيرا للحفاظ على الشركات في مختلف البلدان في أوروبا وأمريكا الشمالية إلا أنه اتخذ مسكنا دائما في باريس من 1873 إلى 1891 وكان وحيد الطبع نظرا لمروره بفترات من الاكتئاب. على الرغم من عدم زواج نوبل، لاحظ كتاب سيرته وجود ثلاث نساء في حياته. كانت فتاة روسية تدعى ألكسندرا هي الحب الأول لنوبل التي رفضت طلبه للزواج. في عام 1876 أصبحت الكونتيسة بيرثا كينسكي ذات الأصول النمساوية-البوهيمية سكرتيرة نوبل. ولكن بعد فترة قصيرة تركته لتتزوج عشيقها السابق، البارون آرثر غانداكار فون ستنر. على الرغم من الفترة القصيرة التي قضتها برفقة نوبل كانت إلا أنهما كانا على اتصال دائم حتى وفاته في عام 1896، ويعتقد أنها كانت ذات تأثير كبير في قراره لتضمين جائزة نوبل للسلام من بين الجوائز التي قدمت في وصيته. منحت برثا فون سوتنر عام 1905 جائزة نوبل للسلام «لأنشطتها الصادقة في السلام».
علاقة نوبل الثالثة والأطول أمدا كانت مع هيس صوفي من فيينا التي التقى بها سنة 1876. استمرت العلاقة لمدة 18 عاما. بعد وفاته، وفقا لكاتب سيرته إيفلانوف وفلور وفانت، تم تأمين رسائل نوبل في مؤسسة نوبل في ستوكهولم، إلا أنه تم الكشف عنها في عام 1955 ليتم إدراجها مع بيانات السيرة الذاتية لنوبل.
على الرغم من عدم وجود التعليم الرسمي الثانوي والعالي المستوى، اكتسب نوبل الكفاءة في ست لغات: السويدية والفرنسية والروسية والإنجليزية والألمانية والإيطالية. كما كانت له مهارات أدبية فكتب الشعر باللغة الإنجليزية. تمت طباعة أحد أعماله الأدبية العدو (Nemesis) خلال فترة احتضاره، وهي مأساة نثرية مكونة من أربعة مسرحيات عن بياتريس سينسي مستوحاه جزئيا من بيرسي شيلي. تم تدمير كامل المخزون باستثناء ثلاث نسخ على الفور بعد وفاته لاعتبارها فضيحة. تم نشر الطبعة الأولى المتبقية (ثنائية اللغة: سويدية-اسبرانتو) في السويد في عام 2003. وقد ترجمت المسرحية إلى السلوفانية عبر نسخة الاسبرانتو والفرنسية. في عام 2010 تم نشرها بالروسية وآخر طبعة (ثنائية اللغة: روسية-اسبرانتو).

## اختراعاته
اكتشف نوبل أنه عند مزج النيتروجليسرين مع مادة ماصة خاملة مثل الدياتوميت (بالألمانية: Kieselguhr) (والذي حصل على كميات كبيرة منها بواسطة فيلهلم بيركفيلد) يصبح أكثر أماناً وأكثر ملاءمة للتعامل، عندئذٍ حصل عن هذا الخليط على براءة اختراع في عام 1867 باسم «الديناميت». استعرض نوبل مادته المتفجرة للمرة الأولى في ذلك العام، في محجر بريدهيل، مقاطعة سري، إنجلترا. لتحسين اسم وصورة شركته من حوادث التفجيرات الخطيرة والمثيرة للجدل، أراد تسمية المادة «مسحوق السلامة نوبل»، ولكن استقر على اسم الديناميت بدلا من ذلك، في إشارة إلى الكلمة اليونانية «السلطة».
قام نوبل في وقت لاحق بمزج النيتروجليسرين مع العديد من مركبات النيتروسليلوز، على غرار السائل الدبغ «الكولوديون»، ولكنه استقر على تركيبة أكثر كفاءة بمزج بين نترات متفجرة أخرى، وحصل على مادة شفافة تشبه الهلام لها قوى انفجارية أكثر من الديناميت، وحصل على براءة اختراع ما أسماه «جلجنيت» أو الهلام المتفجر في عام 1876، وتلى ذلك مجموعات مماثلة وتعديلات من خلال إضافة نترات البوتاسيوم ومواد أخرى مختلفة. كان الجلجنيت أكثر استقرارا وقابل للنقل وشكله مناسب أكثر لملء تجاويف الثقوب، مثل تلك المستخدمة في الحفر والتعدين، بدلا عن المركبات التي كانت تستخدم في السابق وتم اعتماده كتكنولوجيا معيارية للتعدين في عصر الهندسة مما أتاح لنوبل قدرا كبيرا من الأرباح المادية ولكن على حساب حالته الصحية. نتج عن تلك البحوث اختراع نوبل لمادة الباللستيت، والتي تعد مقدمة للعديد من مساحيق المتفجرات الحديثة عديمة الدخان ولا تزال تستخدم كمادة مفجرة في الصواريخ.

## جوائز نوبل
في عام 1888 توفي لودفيج شقيق ألفرد نوبل أثناء زيارة لمدينة كان وقامت صحيفة فرنسية بنشر نعي لألفرد نوبل عن طريق الخطأ. وتم التنديد به لاختراعه الديناميت وقيل أنه نجم عن ذلك اتخاذه لقرار بترك أفضل ميراث بعد وفاته، وتمت كتابة النعي بجملة «تاجر الموت ميت»، وأضافت الصحيفة الفرنسية: «الدكتور ألفرد نوبل، الذي أصبح غنيا من خلال إيجاد طرق لقتل المزيد من الناس أسرع من أي وقت مضى، توفي بالأمس». شعر نوبل بخيبة أمل مما قرأه وارتابه القلق بشأن ذكراه بعد موته بنظر الناس.
في 27 نوفمبر 1895، وقع نوبل وصيته الأخيرة لدى النادي السويدي النرويجي في باريس، مكرسا الجزء الأكبر من شركته لتأسيس جوائز نوبل التي تمنح سنويا دون تمييز لجنسية الفائز. بعد الضرائب والوصايا للأفراد، قام نوبل بتخصيص 94% بقيمة إجمالية 31,225,000 كرونة سويدية لإنشاء خمس جوائز نوبل، وكان المبلغ يعادل 1,687,837 جنيه إسترليني آنذاك. في عام 2012، بلغ رأس مال جوائز نوبل حوالي (472 مليون دولار أمريكي أو 337 مليون يورو) أي ضعف مبلغ رأس المال الأول تقريبا، مع الأخذ بعين الاعتبار التضخم في العملات.
تمنح الثلاثة جوائز الأولى في العلوم الطبيعية والكيمياء والعلوم الطبية أو علم وظائف الأعضاء، وتمنح الجائزة الرابعة للأعمال الأدبية «في اتجاه مثالي»، والجائزة الخامسة تمنح للشخص أو المجتمع الذي يقوم بأكبر خدمة للسلام الدولي، كالحد من الجيوش، أو في إنشاء أو تعزيز مؤتمرات السلام. لا توجد جائزة نوبل للرياضيات، ولكن انظر جائزة آبل.
أثارت الجائزة الأدبية الكثير من الالتباس وهي الجائزة التي تعطى للأعمال الأدبية التي تكون «في اتجاه مثالي». لسنوات عديدة فسرت الأكاديمية السويدية كلمة (idealistisk) بمعنى «مثالية» وكان ذلك سببا لعدم منح الجائزة لكتاب مهمين ولكن أقل رومانسية، مثل هنريك إبسن وليو تولستوي. ومنذ ذلك الحين تم تنقيح ذلك التفسير ومنحت الجائزة على سبيل المثال لداريو فو وجوزيه ساراماغو، الذين لا ينتميان إلى فئة المثالية الأدبية.
كان هناك مجالا للتفسير من قبل الجهات التي عينها نوبل لاتخاذ قرارات بشأن جوائز الفيزياء والكيمياء، نظرا لأنه لم يستشرهم قبل وضع وصيته. في الصفحة الأولى من وصيته، اشترط نوبل أن تذهب الأموال إلى الاكتشافات أو الاختراعات في العلوم الطبيعية أو لإدخال تحسينات في مجال الكيمياء. لذا فقد فتح المجال للجوائز التكنولوجية، ولكنه لم يضع تعليمات حول كيفية التمييز بين العلم والتكنولوجيا. لذا قامت الجهات المعنية باتخاذ قرار منح الجوائز للعلماء وليس للفنيين أو المهندسين أو غيرهم من المخترعين.
في عام 2001، طلب حفيد أحد أشقاء ألفرد نوبل، بيتر نوبل (مواليد 1931)، من البنك السويدي لتمييز الجائزة الممنوحة لخبراء الاقتصاد تحت مسمى «في ذكرى ألفرد نوبل» عن الجوائز الخمس الأخرى. وقد أثار ذلك الكثير من الجدل عما إذا كانت جائزة البنك السويدي في العلوم الاقتصادية «في ذكرى ألفرد نوبل» هي في الواقع «جائزة نوبل».

## وصلات خارجية
- سيرته الشخصية من الموقع النرويجي للجائزة
- ألفريد نوبل - رجل خلف الجوائز
- الموقع الرسمي للجائزة
- ألفريد نوبل وجائزته - موقع الجزيرة نت